# Vescomtat de Cabrera
El vescomtat de Cabrera fou una jurisdicció feudal del Principat de Catalunya regida pel llinatge dels Cabrera i que s'estenia per una bona part de l'actual comarca de la Selva, l'Alt Maresme, l'extrem est del Vallès Oriental i el Collsacabra, a Osona. La capital econòmica i administrativa del vescomtat de Cabrera era Hostalric.
El vescomtat de Bas passà als Cabrera per herència l'any 1335, i comprenia la Vall d'en Bas i Riudaura, a la Garrotxa. El comtat d'Osona, que comprenia la plana de Vic, fou donat pel rei Pere III a Bernat III de Cabrera.
El primer senyor documentat del castell de Cabrera és Gausfred de Cabrera l'any 1002. El seu fill Guerau I de Cabrera es va casar amb Ermessenda de Montsoriu, filla del vescomte de Girona Amat de Montsoriu, amb què el vescomtat de Girona passava a vincular-se al llinatge dels Cabrera. Tot i que existeixen dubtes sobre qui era qui en aquest matrimoni, i algunes fonts situen Ermessenda com a filla de Gausfred i Guerau com a fill d'Amat. Fos com fos, a partir d'aquest moment aquest vescomte es titulà de Cabrera, i alguna vegada vescomte de Montsoriu.
També van donar una dinastia al comtat de Mòdica, al vescomtat d'Àger i al comtat d'Urgell. La família heretava el comtat d'Urgell després de la mort d'Aurembiaix comtessa d'Urgell el 1231, fins al seu retorn al casal de Barcelona el 1314.
La Casa dels Cabrera es desvinculà del vescomtat del mateix nom quan aquest títol, en passar a mans de família política (els Enríquez), va ser venut als Montcada.
El títol seguí vigent, heretat primer amb la baronia d'Aitona i després amb el ducat de Medinaceli, fins a la dissolució de les senyories durant el segle xix. A partir d'aleshores, consta només com a simple títol nobiliari, sense drets ni possessions.

## Llista de vescomtes de Cabrera
Casa dels Cabrera
- 1002- de 1017: Gausfred de Cabrera
- 1017- 1050: Guerau I de Cabrera fill de l'anterior
- 1050- 1105: Ponç I de Cabrera fill de l'anterior
- 1105- 1132: Guerau II de Cabrera fill de l'anterior
- 1132- 1162: Ponç II de Cabrera fill de l'anterior
- 1162- 1180: Guerau III de Cabrera fill de l'anterior
- 1180- 1199: Ponç III de Cabrera fill de l'anterior
- 1199- 1229: Guerau IV de Cabrera fill de l'anterior
- 1229- 1242: Guerau V de Cabrera fill de l'anterior
- 1242- 1278: Guerau VI de Cabrera fill de l'anterior
- 1278- 1313: Marquesa de Cabrera filla de l'anterior
- 1313- 1322: Ponç VI d'Empúries fill de l'anterior
- 1322- 1328: Marquesa de Cabrera (recupera el títol a la mort del seu fill)
- 1328- 1332: Bernat I de Cabrera cosí de l'anterior
- 1332- 1343: Bernat II de Cabrera fill de l'anterior
- 1343- 1349: Ponç IV de Cabrera fill de l'anterior
- 1349- 1350: Bernat II de Cabrera (reprèn el títol de mans del seu fill)
- 1350- 1358: Bernat III de Cabrera fill de l'anterior
- 1373 - 1423: Bernat IV de Cabrera fill de l'anterior
- 1423- 1466: Bernat V de Cabrera fill de l'anterior
- 1466- 1474: Joan I de Cabrera fill de l'anterior
- 1474- 1477: Joan II de Cabrera fill de l'anterior
- 1477- 1526: Anna I de Cabrera germana de l'anterior
- 1526- 1565: Anna II de Cabrera i de Montcada neboda del germanastre de l'anterior

Casa dels Enríquez
- 1565- 1572: Luis II Enríquez de Cabrera fill de l'anterior

Casa dels Montcada
- 1572 - 1594: Francesc de Montcada i de Cardona comprat a l'anterior
- 1594- 1626: Gastó II de Montcada i de Gralla fill de l'anterior
- 1626- 1635: Francesc de Montcada i de Montcada fill de l'anterior
- 1635- 1670: Guillem Ramon IV de Montcada fill de l'anterior
- 1670- 1674: Miquel Francesc de Montcada i Silva fill de l'anterior
- 1674- 1727: Guillem Ramon de Montcada i Portocarrero-Meneses fill de l'anterior
- 1727- 1756: Maria Teresa de Montcada y Benavides filla de l'anterior

Casa Dels Fernández de Córdoba
- 1756- 1789: Pedro de Alcántara Fernández de Córdoba y de Montcada fill de l'anterior
- 1789- 1806: Luis María Fernández de Córdoba y Gonzaga fill de l'anterior
- 1806- 1840: Luis Joaquín Fernández de Córdoba y Benavides fill de l'anterior
- 1840- 1873: Luis Tomás Fernández de Córdoba i Ponce de León fill de l'anterior
- 1873- 1879: Luis Fernández de Córdoba i Pérez de Barradas fill de l'anterior
- 1880 - 1956: Luis Jesús Fernández de Córdoba i Salabert fill de l'anterior
- 1956- 2013: Victòria Eugènia Fernández de Córdoba i Fernández de Henestrosa filla de l'anterior

Amb la mort de Victòria Eugènia, cap de la casa ducal de Medinaceli, el seu net Marco von Hohenlohe-Langenburg y de Medina, fill de la primogènita Ana de Medina, morta el 2012, reclamà i heretà els títols nobiliaris. I si bé el títol principal de Duc de Medinaceli li ha estat atorgat, encara hi ha certa confusió pel que fa a la resta de la quarantena de títols de la casa, entre ells el del vescomtat de Cabrera.